# Marco Mendoza

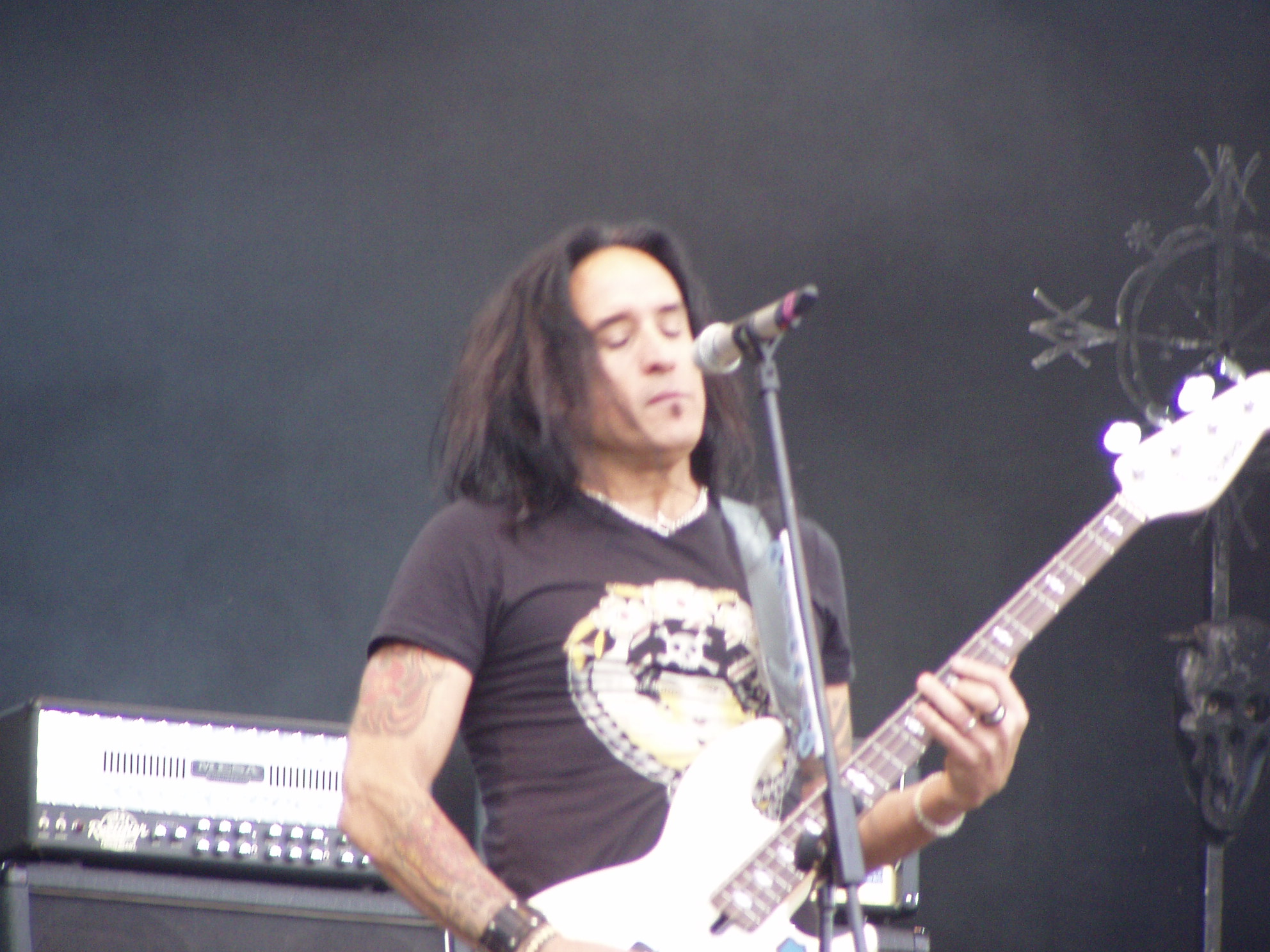
Marco en un concert de Thin Lizzy

Marco Mendoza va néixer el 13 d'agost de 1956 a San Diego (Califòrnia) és un músic americà, baixista de The Dead Daisies. Va passar els seus anys de formació visquent amb la seva àvia a Tijuana, Mèxic. Va començar a tocar la guitarra des de molt petit, i va adoptar el baix elèctric quan va ser convidat a unir-se a una banda que necessitava baixista.
Va tocar amb en John Sykes, tant en la banda Blue Murder (1991-1993) d'aquest darrer que durant la seva carrera en solitari. Del 2000 al 2003 va realitzar una gira amb Ted Nugent. El 2004, Mendoza va estar de gira amb Whitesnake -un altre grup amb el que coincideix amb Sykes un cop més- i apareix en el DVD en viu In the Stil of the night. Mendoza va ser també diverses vegades el baixista de la versió reformada de Thin Lizzy (1996–2001, 2005–07, 2010–16) i de la banda derivada Black Star Riders (2012–14).
Va igualment integrar Lynch Mob (2008–2010), la banda de l'exguitarrista del grup Dokken, George Lynch. Mendoza també ha tocat per a la banda Soul SirkUS. Actualment toca al si de la superbanda The Dead Daisies (constituïda entre altres de Doug Aldrich i John Corabi).
El 6 de juliol de 2007, Mendoza, va llançar el seu primer àlbum com a solista en viu per demà, a través de Frontiers Records a Europa. El disc va ser produït i co-escrit per Richie Kotzen i compta amb les actuacions d'avaluació de Steve Lukather, Ted Nugent, Doug Aldrich, Tommy Aldridge, Brian Tichy i Marco Renteria (Jaguars), entre molts altres.

## Discografia

### Àlbums en solitari
- Live for Tomorrow (2007)
- Casa Mendoza (2010)

### Altres col·laboracions
- 1990 Ward One: Along the Way (Bill Ward)
- 1992 Never Say Never (Alias)
- 1993 Nothin' but Trouble (Blue Murder)
- 1994 Screaming Blue Murder (Blue Murder)
- 1995 Real World (Tin Drum)
- 1995 Out of My Tree (John Sykes)
- 1996 Feels Good (Michael Ruff)
- 1996 Smashing! (Right Said Fred)
- 1996 Kissing Rain (Roch Voisine)
- 1997 Loveland (John Sykes)
- 1997 Sugar Cane (Rafael Aragon)
- 1997 20th Century (John Sykes)
- 1998 Date with the Devil's Daughter (Robert Williams)
- 1998 7 Deadly Zens (Tommy Shaw)
- 1998 Live in L.A. (Mendoza Heredia Neto)
- 2000 One Night Only (Thin Lizzy)
- 2000 Into the Light (David Coverdale)
- 2000 Nuclear Cowboy (John Sykes)
- 2001 Full Bluntal Nugity (Ted Nugent)
- 2002 Craveman (Ted Nugent)
- 2004 Mythology (Derek Sherinian)
- 2004 Bad Boy Live! (John Sykes)
- 2005 World Play (Soul SirkUS)
- 2006 Live... In the Still of the Night (Whitesnake)
- 2007 Are You Listening? (Dolores O'Riordan)
- 2009 Play My Game (Tim "Ripper" Owens)
- 2009 No Baggage (Dolores O'Riordan)
- 2009 Smoke and Mirrors (Lynch Mob)
- 2010 La Famiglia Superstar ([La Famiglia Superstar])
- 2011 Brown Eyed soul (Steve Saluto)
- 2013 All Hell Breaks Loose (Black Star Riders)
- 2014 So U (Neal Schon)
- 2014 Kill The King  (WAMI)
- 2015 "Revolución" (The Dead Daisies)
- 2016 "Make Some Noise" (The Dead Daisies)
- 2016 "Night Train" (Jericho Summer)

### Àlbums tribut
- 1999 Little Guitars: A Tribute to Van Halen
- 2000 Metallic Assault: A Tribute to Metallica
- 2001 Stone Cold Queen: A Tribute
- 2002 Pigs and Pyramids: An All Star Lineup Performing the Songs of Pink Floyd
- 2002 One Way Street: A Tribute to Aerosmith